# Família Augusta
A família Augusta é uma pequena família de asteroides localizada no cinturão principal. Esta família foi nomeada devido ao seu primeiro membro classificado, o asteroide 254 Augusta, que foi batizado com o nome da viúva do astrônomo austríaco Karl Ludwig von Littrow.

## Os maiores membros desta família
| Nome           | Diâmetro | Semieixo maior | Inclinação orbital | Excentricidade orbital | Ano da abertura |
| -------------- | -------- | -------------- | ------------------ | ---------------------- | --------------- |
| 254 Augusta    | 12,0 km  | 2,195 UA       | 4,515 °            | 0,121                  | 1886            |
| 5535 Annefrank | 4,8 km   | 2,213 UA       | 4,246 °            | 0,0636                 | 1943            |